# Pinkvilla
Pinkvilla是印度娛樂和生活型態平台。截至2022年6月，Pinkvilla的網站和應用程式擁有超過5000萬名訪客。

## 內容
Pinkvilla的內容涵蓋娛樂和生活型態。其報導範圍涵蓋寶萊塢、好萊塢、南方電影、韓國娛樂，以及時尚、美食、旅遊、健康等。Comscore公司透露，Pinkvilla是2019年3月印度排名第一的娛樂網站。

## 歷史
Pinkvilla於2007年5月推出，由曾在微軟擔任軟體工程師的南迪尼·薛諾伊（Nandini Shenoy）創立。該網站最初僅在美國運營，與印度媒體沒有聯繫。2009年，索娜姆·卡浦爾的一些照片在網路上瘋傳，南迪尼與Pinkvilla合作組建了一個攝影師網，使該平台贏得了許多讀者的關注。2013年，Pinkvilla在孟買組建了首支編輯團隊，2015年設立了第一間辦公室。
2020年，該平台月獨立訪客量超過3000萬。同年，也宣布推出兩個新的Pinkvilla計畫「HallyuTalk」和「Pinkvilla Rooms」。HallyuTalk是首個在國內廣泛推出的韓國娛樂平台。2021年，國際票房分析師賈廷德·辛格（Jatinder Singh）加入Pinkvilla編輯團隊。HallyuTalk獎是印度首場大規模表彰韓國娛樂節目的頒獎典禮，首屆於2022年舉辦，吸引了超過2.75億的全球線上觀眾參與。

## 外部連結
- 官方网站